# 오타 미노루

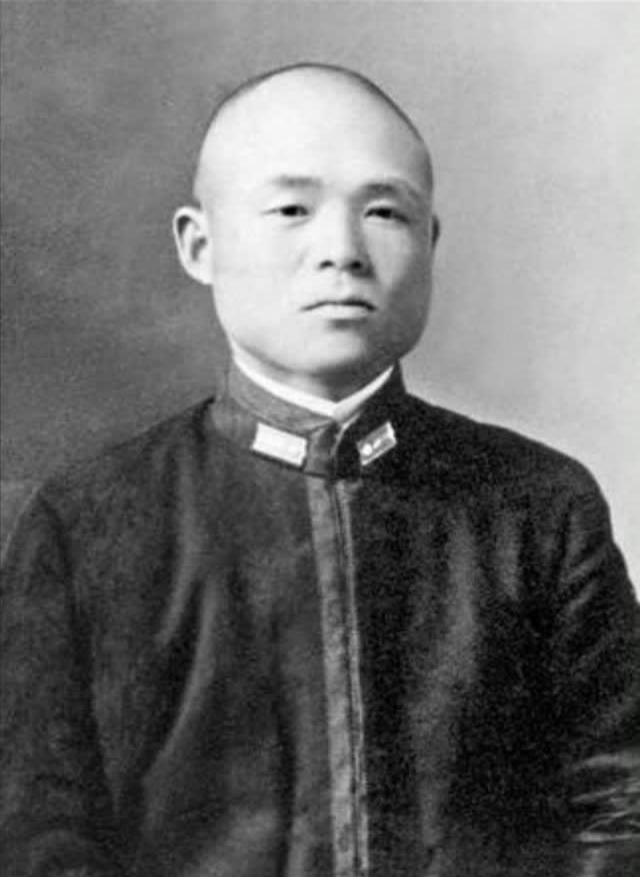

오타 미노루( 大田 実 , 1891년 4월 7일 ~ 1945년 6월 13일)는 제2차 세계대전에서 활약한 일본제국 해군의 군인이다
오키나와 전투에서 끝까지 싸우다가 전사했다. 전사했을 때 계급은 해군 소장이며 사후 해군 중장으로 추서되었다